# Laurent Sagart
Laurent Sagart (né en 1951 à Paris) est un sinologue français.
Membre du Centre de recherches linguistiques sur l'Asie orientale (CRLAO - UMR 8563), il est directeur de recherche au Centre national de la recherche scientifique (CNRS).

## Biographie
Laurent Sagart a obtenu son doctorat en 1977 à l'université Paris VII-Diderot et son doctorat d'État en 1990 à université d'Aix-Marseille 1. Ses premiers travaux s'intéressaient à la dialectologie chinoise, et ses travaux les plus récents, en collaboration avec William H. Baxter, concernent la reconstruction du chinois archaïque. La reconstruction de 4 000 sinogrammes a été publiée en ligne.
Laurent Sagart propose de réunir dans un ensemble « austronésien » les langues formosanes, les langues malayo-polynésiennes et les langues taï-kadai, ces deux dernières familles étant considérées comme issues d'un groupe de langues formosanes de l'est de Taïwan (East coast linkage). À un niveau plus élevé, il lie l'austronésien et le sino-tibétain dans une famille « sinotibétain-austronésien » (STAN).
Il s'est également intéressé aux études indo-européennes, et a publié un article avec Romain Garnier et Benoît Sagot sur le rôle de l'acquisition de la tolérance au lactose comme l'un des facteurs expliquant l'expansion indo-européenne.

## Prix
- Leonard Bloomfield Book Award 2016 de la Linguistic Society of America (en)[5].